# César Chesneau Dumarsais
César Chesneau Dumarsais o Du Marsais (Marsella, 17 de julio de 1676 - París, 11 de junio de 1756) fue un gramático y filósofo francés.
Tras estudiar con los oratorianos de Marsella, ingresó en dicha congregación, aunque salió pronto de ella para estudiar Derecho en París. Sus dificultades económicas le obligaron a dejar los estudios y trabajó como preceptor en distintas casas ricas, entre ellas la del economista John Law y la del marqués de Beaufremont. 
D'Alembert le llamó "La Fuente de los filósofos". En sus obras dio muestras de una especial penetración espiritual, un notable sentido común y una amplia erudición.

## Obra
- Tratado de los tropos ("Traité des Tropes"), 1730, su principal obra, que ha pasado a ser un clásico;
- Método razonado para aprender la lengua latina ("Méthode raisonné pour apprendre la langue latine") (1722);
- Principios de gramática ("Principes de grammaire"), 1769, en donde aborda la gramática desde la perspectiva del filósofo;
- Lógica clásica ("Logique classique").

Escribió artículos sobre gramática, así como el artículo "Filósofo" en la Encyclopédie de Diderot y dejó una Exposición de la Iglesia galicana (publicada en 1757) que fue anotada en el Índice de Libros Prohibidos de la Iglesia católica ese mismo año.
Junto a sus textos filológicos, es también autor de obras de filosofía editadas clandestinamente, como:
- El filósofo ("Le Philosophe") (1730);
- Las Nuevas libertades de pensamiento ("Nouvelles Libertés de penser") (1743);
- El Examen de la religión cristiana ("Examen de la religion chrétienne") (1745).

Se le atribuyen algunos escritos antirreligiosos que no parecen ser suyos. 
Propuso reformas en la ortografía que no fueron aceptadas. Sus Obras ("Œuvres") se publicaron en 1797, en siete volúmenes. 
D'Alembert escribió su Elogio en la Encyclopédie. En él señalaba que había "vivido pobre e ignorado en el seno de una patria a la que había instruido".

## Obras en línea

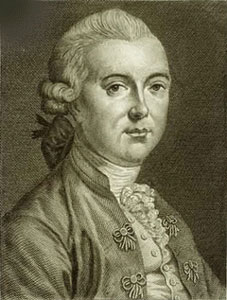
El filósofo Dumarsais.

- Método razonado para aprender la lengua latina ("Exposition d'une méthode raisonnée pour apprendre la langue latine"), París, Étienne Ganeau, 1722
- Tratado de los tropos ("Des tropes ou Des diferens sens dans lesquels on peut prendre un mème mot dans une mème langue"), París, chez la Veuve de Jean-Batiste Brocas, 1730
- Nuevas libertades de pensamiento ("Nouvelles libertés de penser"), Ámsterdam, Piget, 1743
- Sobre el alma, y acerca de su inmortalidad ("De l'ame, et de son immortalité"), París, Briasson, 1751
- Lógica y principios de gramática ("Logique et principes de grammaire") (enlace roto disponible en Internet Archive; véase el historial, la primera versión y la última). París : Barrois : Froullé, 1792, París, Hachette, 1971
- Opúsculos filosóficos y literarios, la mayor parte de ellos póstumos o inéditos, París, Impr. Nationale, 1796
- El filósofo ("Le philosophe"), París, Pougin, 1797
- Los tropos de Dumarsais ("Les tropes de Dumarsais") París, Belin-le-Prieur, 1818
- Los verdaderos principios de la gramática o Nueva gramática razonada para aprender la lengua latina ("Les véritables príncipes de la grammaire ou Nouvelle grammaire raisonnée pour apprendre la langue latine"), París, Hachette, 1971
- Análisis de la religión cristiana ("Analyse de la religion chretienne"), París, Hachette, 1972

## Fuente
- Gustave Vapereau, Dictionnaire universel des littératures, París, Hachette, 1876, p. 671-2